# Os Sapos
Os Sapos é um poema escrito por Manuel Bandeira, à moda da poesia de Jules Laforgue, lido entre vaias e gritos da plateia na Semana de Arte Moderna de 1922, tendo se convertido em um clássico da poesia moderna brasileira, citado em todos os livros didáticos sobre Literatura Brasileira do século XX.

## A leitura do poema
Considerado o momento mais sensacional da Semana de Arte Moderna de 1922, que se deu, na verdade, em três noites, a leitura  do poema "Os Sapos" ocorreu na segunda noite, quando Ronald de Carvalho leu o poema de Bandeira, que não comparecera ao teatro por motivos de saúde. O poema é uma ironia corrosiva aos parnasianos, que ainda dominavam o gosto do público brasileiro. A plateia reage através de vaias, gritos, patadas, interrompendo a sessão. 

## O poema e seu significado cultural
Com sua iconoclastia pesada, o poema, desenvolvido à moda da poesia de Jules Laforgue, incluindo além da voz de um narrador, ou eu-lírico, a voz de outros interlocutores (representando os poetas parnasianos através da voz "dos sapos"), delimita o fim de uma época cultural.